# Xian de Tongxin
Le xian de Tongxin (同心县 ; pinyin : Tóngxīn Xiàn) est un district administratif de la région autonome du Níngxià en Chine. Il est placé sous la juridiction de la ville-préfecture de Wuzhong.

## Tourisme

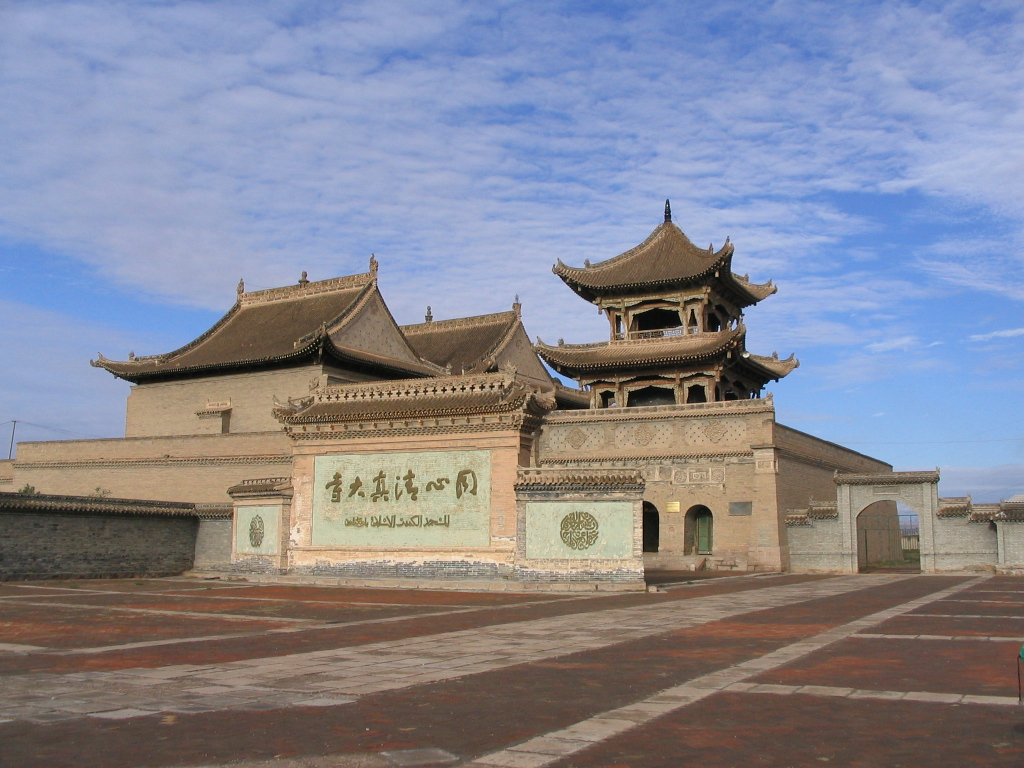
Grande mosquée de Tongxin

- La Grande mosquée de Tongxin, est la plus ancienne et plus vaste mosquée de Chine.

## Démographie
La population du district était de 358 387 habitants en 1999.